# Associação Esportiva Guaratinguetá
A Associação Esportiva Guaratinguetá é um clube de futebol da cidade de Guaratinguetá, no estado de São Paulo. Fundado em 9 de julho de 1914 mas oficialmente em 3 de novembro de 1915. Suas cores são vermelha e branca.

## História
A  "Esportiva", como era mais conhecida, tinha como mascote e alcunha o "Lobo do Vale". Foi fundado em 1915 com o nome Associação Sportiva Guaratinguetá, mudando para a grafia atual somente na década de 30. Foi uma das equipes mais tradicionais do Vale do Paraíba e do Estado de São Paulo, além de ser o primeiro clube de Guaratinguetá a disputar uma divisão estadual. Até 1965, mandava seus jogos no estádio Dr. Benedito Meirelles.
Começou no amadorismo, sendo um representante esportivo de referência na região do Vale do Paraíba, conquistando títulos locais e regionais. Curiosamente, a Esportiva nasceu alvinegra, só adotando as cores vermelha e branca na época do profissionalismo na década de 50. Em 1954 adotou o profissionalismo ao assumir a disputa do Campeonato Paulista da Segunda Divisão.
Após campanhas medianas, alcançou a maior conquista da sua história: Em 1960, foi campeã da Segunda Divisão Paulista (atual A-2). Conquistou o título e o acesso a elite do futebol paulista em 30 de Outubro com uma goleada por 5 a 0 em cima do XV de Jaú, chegando a 28 pontos, seguido de Catanduva e Batatais, com 27 pontos cada.
Disputou entre 1961 e 1964, a elite do Futebol Paulista, tendo como feitos vencer o Santos de Pelé por 3 a 0, e o Corinthians, pelo mesmo placar. Totalizou 37 participações nas competições organizadas pela Federação Paulista de Futebol, sendo que apenas na divisão de acesso ao futebol de elite, foram 24, de 1956 a 1960, e de 1965 a 1988, com 5 ausências.
Em 07 de Setembro de 1965, troca de estádio e passa a jogar no estádio Dario Rodrigues Leite, conhecido como "Ninho da Garça", inaugurado neste dia com uma partida festiva entre a Esportiva e o Taubaté.[carece de fontes?]
Seus maiores rivais foram o Esporte Clube Taubaté, os "São Josés" (tanto o "Formigão" quanto a "Águia", seus arquirivais dos anos 1960, 70 e 80), o Esporte Clube Aparecida (não confundir com Aparecida Esporte Clube), e o Cruzeiro Futebol Clube. Com este último, fez memoráveis embates na Segunda Divisão, entre 1982 e 1987.
Após participação na Copa São Paulo de Futebol Júnior, a equipe parou as atividades em 1998. O Ninho da Garça passou para a prefeitura de Guaratinguetá por meio de decreto. Em 2012 e 2015, tentou voltar a se filiar na FPF.
A cidade atualmente conta com outros dois clubes, o Guaratinguetá Esporte Clube (posteriormente Guaratinguetá Futebol), fundado em 1º de Outubro de 1998 e licenciado desde 2017 e a Academia Desportiva Manthiqueira, fundada em 04 de agosto de 2005.

## Títulos
| ESTADUAIS | ESTADUAIS                                 | ESTADUAIS | ESTADUAIS |
|           | Competição                                | Títulos   | Temporada |
|           | Campeonato Paulista de Futebol - Série A2 | 1         | 1960      |
| --------- | ----------------------------------------- | --------- | --------- |

### Categorias de Base
- Campeonato Paulista Sub-20 - Segunda Divisão: 1997

## Estatísticas

### Participações
| Competição | Competição          | Temporadas | Melhor campanha            | Anos                                              | A | R |
| São Paulo  | Campeonato Paulista | 4          | 10ª colocada (1961 e 1962) | 1961-1964                                         |   | 1 |
| São Paulo  | Série A2            | 24         | Campeã (1960)              | 1956-1960, 1965-1968, 1971, 1974-1984 e 1986-1988 | 1 | 1 |
| São Paulo  | Série A3            | 6          | Sem dados                  | 1954 e 1989-1993                                  | 1 | 1 |
| São Paulo  | Segunda Divisão     | 1          | 12ª colocada (1994)        | 1994                                              | – | – |
| São Paulo  | Série B2 (extinta)  | 2          | 5ª colocada (1997)         | 1997-1998                                         | – | – |